# 駿河一
駿河 一（するが はじめ、1982年11月15日 - ）は、日本の男性プロレスラー。2007年から2008年までは全日本プロレスに所属していた。
2024年より遠州 はじめ（えんしゅう はじめ）のリングネームで、フリーランス選手として活動。

## 経歴
高校では柔道二段、大学ではキックボクシングを経験し、全日本学生キックボクシング選手権ではミドル級チャンピオンにも輝く。その後アニマル浜口ジムでトレーニングを積んだ後、2007年1月の『武藤塾』の新人オーディションに合格し入門する。2008年1月2日の後楽園ホール大会にて征矢学戦でデビュー。4月30日の若手興行「若武者」に、タッグマッチで出場。
同年5月31日、新たな人生を歩むため現役引退を表明した。その後は地元・静岡県で一般企業に就職。
2024年、TAKAみちのくと再会したことでJTOの練習に参加。7月20日に「遠州はじめ」として再デビューした。

## その他
- 「駿河 一」のリングネームの由来は、出身地である静岡県から「駿河」、本名の啓一から「一」で駿河一となった。なおこのリングネームの名付け親は296である。ちなみに、駿河の出身地の袋井市は、旧遠江国である。
- 何故か鈴木みのるによく蹴られる。
- かなりの大食いらしい。
- 武藤塾出身である。2007年武藤塾合格者は3人いたが、2008年のデビューまでに残留したのはこの駿河だけであり、練習生時代にはさまざまな人物から支援を受けてきた。TAKAみちのくなどはその一例であり、彼は駿河の事をブログに書くほど気にしていた。若武者に駿河が出場出来たのも彼が駿河の事を気に入っていたからと思われる。
- 同期入団に石井慧介がいる。石井はデビューしないまま全日本プロレスを退団しDDTプロレスリングに入団、遠州の引退後にデビューしたため、プロレスラーとしては入れ違いとなっていた。またKUDOはともに先輩にあたり交友があり、大家健とも旧知の仲という[3][4]。